# Bulbothrix confoederata
Bulbothrix confoederata är en lavart som först beskrevs av William Louis Culberson, och fick sitt nu gällande namn av Hale. Bulbothrix confoederata ingår i släktet Bulbothrix och familjen Parmeliaceae.   Inga underarter finns listade i Catalogue of Life.

## Källor

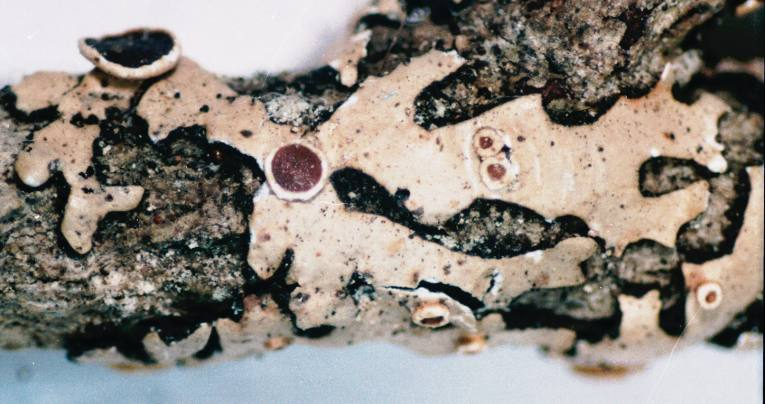
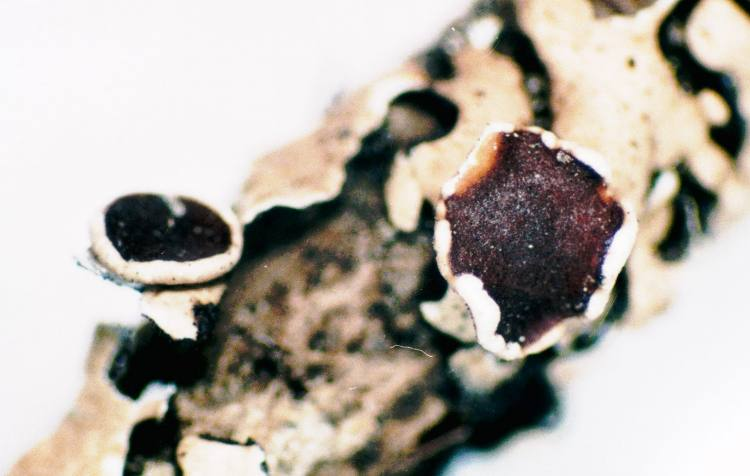
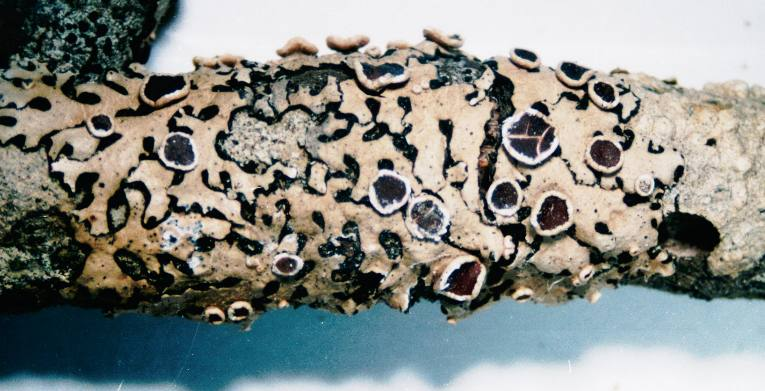